# Мезюрёр, Гюстав
Гюстав Мезюрёр (фр. Gustave Mesureur) (2 апреля 1847 Марк-ан-Барель — 19 августа 1925 Париж) — французский политик, государственный деятель, великий мастер Великой ложи Франции.

## Биография
Основатель Ассоциации реформ и Республиканского комитета действий по республиканской реформе.
В 1901 году он стал первым президентом Радикальной социалистической партии.
Депутат от департамента Сена (75) с 1887 по 1902 год.
Министр торговли, промышленности, почты и телеграфов — с 1 ноября 1895 по 29 апреля 1896 года в правительстве Леона Буржуа.
С 1912 по 1919 год — Мэр Ла Саль Сен-Клу (Сена и Уаза).
Мезюрёр неоднократно избирался на должность великого мастера Великой ложи Франции.